# کینگزبری (نوادا)
کینگزبری، نوادا (به انگلیسی: Kingsbury, Nevada) یک سکونتگاه مسکونی در ایالات متحده آمریکا است که در نوادا واقع شده‌است.

## خصوصیات
کینگزبری ۵۶٫۵ کیلومترمربع مساحت و ۲٬۱۵۲ نفر جمعیت دارد و ۲٬۱۹۷ متر بالاتر از سطح دریا واقع شده‌است.